# Рі Мьон Гук
Рі Мьон Гук (кор. 리명국; нар. 9 вересня 1986; Пхеньян, КНДР) — північнокорейський футболіст, воротар клубу «Пхеньян» та національної збірної Корейської Народно-Демократичної Республіки. В відбірковому циклі до чемпіонату світу 2010 відіграв 15 матчів, включаючи вирішальний матч проти Саудівської Аравії, де зберіг ворота сухими та допоміг збірній вийти на чемпіонат світу.

## Титули і досягнення
- Володар Кубка виклику АФК: 2012
- Срібний призер Азійських ігор: 2014